# Eastern Air Lines
La Eastern Air Lines è stata una compagnia aerea maggiore statunitense con sede principale presso l'Aeroporto Internazionale di Miami.
La Eastern fu la prima compagnia statunitense a volare con l'Airbus A300 e fu il cliente di lancio del Boeing 757, del Boeing 727 e del Lochkeed L-1011 TriStar.

## Storia

### Origini
Nel 1929 Clement Keys (conosciuto come "il padre dell'aviazione civile americana" e fondatore della North American Aviation) decise di comprare una piccola compagnia aerea basata a Philadelphia, la Pitcairn Aviation (fondata nel settembre del 1927). Nel 1930 il nome venne cambiato in Eastern Air Transport e iniziò a espandere le proprie rotte verso Atlanta, Miami, Boston e Richmond. A quel tempo la flotta era formata da tre Ford, due Fokker F-X seguiti poi da dei Curtiss Condor e dei Kingbird. Successivamente venne acquista dalla General Motors e cambiò nome in Eastern Air Lines.
Mentre le altre compagnie aeree maggiori si concentravano sui voli transcontinentali la Eastern si focalizzò sulla costa est degli Stati Uniti prendendone quasi il monopolio. Nel 1933 la compagnia aerea acquisì diverse licenze per rotte tra New York e Miami vista la crescente domanda per destinazioni vacanziere verso la Florida.

### Eddie Rickenbacker
Nell'aprile del 1938 l'asso della Prima Guerra Mondiale Eddie Rickenbacker con l'aiuto di alcuni soci acquistò la Eastern per 3.5 milioni di dollari. Il suo apporto fu fondamentale per la compagnia e divenne famosa la Great Silver Fleet composta da Douglas DC-2 che operavano sulla costa est. Uno di questi fu il primo aereo commerciale ad atterrare nel 1941 nel nuovo aeroporto di Washington.
Durante la Seconda Guerra Mondiale la Eastern fornì il proprio supporto con voli militari tra la Florida, la Pennsylvania, Texas e Trinidad nei Caraibi. Nel settembre del 1942 venne fondata a Miami la divisione trasporti militare (Military Transport Division - MTD) che operava con i Curtiss C-46 Commando.
Conclusa la guerra la Eastern diventò più forte che mai. Nel 1950 vennero ordinati i nuovi Lockheed L-1049 Super Constellation e con l'acquisizione nel 1956 della compagnia canadese Colonial Airlines iniziarono le operazioni verso le città di Montreal e Ottawa. Nel 1957 iniziarono anche i collegamenti verso il Messico con i Douglas DC-7. Nel 1960 arrivarono i primi jet nella flotta della Eastern, i Douglas DC-8, che erano impiegati per i voli a lungo raggio.

### Eastern Air Lines Shuttle
Il 30 aprile del 1961 venne inaugurata una sussidiaria, la Eastern Air Lines Shuttle, che operava con i Lochkeed Constellation garantendo ogni due ore (tra le 8 e le 22) un collegamento tra l'Aeroporto La Guardia, Washington e Boston. I voli divennero presto a cadenza oraria tra le 7 e le 22. Il collegamento rapido rappresentava la convenienza e la semplicità in una era in cui il trasporto aereo era considerato un lusso.

### L'era del Jet
Nel 1962 arrivarono i Boeing 720 e nel 1964 i Boeing 727-100. Il primo volo con il Boeing 727 avvenne il 1 febbraio 1964 e nel 1965 il primo volo con il Douglas DC-9.
Nel 1967 la Eastern iniziò a operare verso le Bahamas e verso Seattle sulla costa ovest inaugurando nel 1969 il primo volo coast-to-coast. Nel 1971 acquistò la compagnia portoricana Caribair.
Alla fine degli anni 60' la Eastern comprò diversi Lockheed L-1011 TriStar anche se erano già stati ordinati quattro Boeing 747 che furono successivamente comprati dalla Trans World Airlines. A causa dei ritardi del programma L-1011 la Eastern noleggiò due Boeing 747-100 dalla Pan Am tra il 1970 ed il 1972 Nel 1978 la Eastern acquistò 23 Airbus A300 diventando il primo cliente statunitense dell'Airbus e ordinò alla Boeing i 757.

### Il declino
Negli anni 80' per la Eastern iniziarono i problemi. La compagnia era in crisi a causa degli attriti fra il management e i sindacati e per i debiti contratti duranti gli anni 70' per gli ordini dei nuovi aerei (sia l'Airbus A300 che il Boeing 757).
Nel 1985 il debito ammontava a 3.5 miliardi di dollari e l'anno seguente, Frank Lorenzo, che controllava la Continental Airlines, acquistò tutta la compagnia per 615 milioni di dollari.
Nel febbraio 1987 la Federal Aviation Administration multò la compagnia aerea con 9.5 milioni di dollari per violazioni della sicurezza.
Nel 1988, Phil Baker, presidente della Eastern, annunciò un piano di licenziamenti di oltre 4.000 dipendenti ed il ritorno della compagnia a svolgere attività solamente sulla costa est.
Nel 1989 la Eastern Air Lines Shuttle venne venduta a Donald Trump che la rinominò Trump Shuttle.
La Eastern dichiarò bancarotta il 9 marzo 1989 e terminò le operazioni di volo alla mezzanotte di sabato 19 gennaio 1991.

## Flotta
| Aereo                               | Totale | Introduzione | Ritiro | Note                                                                 |
| ----------------------------------- | ------ | ------------ | ------ | -------------------------------------------------------------------- |
| Airbus A300B4                       | 34     | 1977         |        | Prima compagnia statunitense a volare con questo velivolo            |
| Boeing 720                          | 15     | 1961         | 1970   |                                                                      |
| Boeing 727-100                      | 75     | 1964         |        | Cliente di lancio                                                    |
| Boeing 727-200/Adv                  | 99     | 1968         |        |                                                                      |
| Boeing 747-100                      | 3      | 1971         | 1973   | Noleggiati dalla Pan Am prima dell'arrivo degli L-1011               |
| Boeing 757-200                      | 25     | 1983         |        | Cliente di lancio assieme alla British Airways                       |
| Convair 340                         | 2      |              |        |                                                                      |
| Convair 440 Metropolitan            | 20     | 1957         | 1960   |                                                                      |
| Curtiss Commando                    | 15     |              |        |                                                                      |
| Curtiss Condor                      |        |              |        |                                                                      |
| Douglas DC-2                        | 14     |              |        |                                                                      |
| Douglas DC-3                        | 76     | 1936         | 1953   |                                                                      |
| Douglas DC-4                        | 38     | 1946         | 1960   |                                                                      |
| Douglas DC-7B                       | 54     | 1953         | 1966   |                                                                      |
| Douglas DC-8-21                     | 16     | 1960         | 1973   |                                                                      |
| Douglas DC-8-50                     | 5      | 1964         | 1971   |                                                                      |
| Douglas DC-8-61                     | 17     | 1969         | 1973   |                                                                      |
| Douglas DC-8-63                     | 6      | 1969         | 1974   |                                                                      |
| Douglas DC-9-14                     | 15     | 1965         | 1980   |                                                                      |
| McDonnel Douglas DC-9-31            | 82     | 1967         |        |                                                                      |
| McDonnel Douglas DC-9-50            | 26     | 1878         |        |                                                                      |
| Fokker F.VII                        |        |              |        |                                                                      |
| Ford Trimotor                       |        | 1930         | 1932   |                                                                      |
| Lockheed L-10 Electra               | 5      | 1935         | 1936   |                                                                      |
| Lockheed L-1040 Super Constellation | 76     | 1951         | 1968   |                                                                      |
| Lockheed L-118 Electra              | 40     | 1959         | 1977   | Primo ed unico velivolo turboelica impiegato dalla Eastern Air Lines |
| Lockheed L-1011-1 TriStar           | 40     | 1972         |        | Cliente di lancio assieme alla Trans World Airlines                  |
| Lockheed JetStar                    | 2      | 1970         | 1973   |                                                                      |
| Martin 4-0-4                        | 60     | 1951         | 1962   |                                                                      |
| McDonnel Douglas DC-10              | 3      | 1985         | 1990   |                                                                      |
| Pitcairn Mailwing                   |        |              |        | Primo aereo utilizzato dalla Eastern Air Transport                   |

## Incidenti
- Volo Eastern Air Lines 401
- Volo Eastern Air Lines 304
- Volo Eastern Air Lines 853
- Volo Eastern Air Lines 663